# Carvacrol
O carvacrol, ou cimofenol, C6H3CH3(OH)(C3H7), é um monoterpeno fenólico. Tem odor característico do orégão (Origanum vulgare).

## Ocorrência natural
O carvacrol está presente no óleo essencial do orégão (Origanum vulgare), no óleo de tomilho, óleo obtido de espécies do género Lepidium e em Monarda fistulosa O óleo essencial de subespécies de tomilho podem conter entre 5% e 75% de carvacrol, enquanto que subespécies de Satureja têm um conteúdo entre 1% e 45%. Origanum majorana e Origanum dictamnus são ricas em carvacol, 50% e 60-80% respectivamente.
É também encontrado no tequila.

## Uso e propriedades biológicas
O carvacrol inibe o crescimento de várias estirpes de bactérias, como Escherichia coli e Bacillus cereus. A sua baixa toxicidade juntamente com o aroma e sabor agradáveis, sugerem que possa ser utilizado como aditivo alimentar para prevenir a contaminação bacteriana. Em Pseudomonas aeruginosa causa danos à membrana celular e, ao contrário de outros terpenos, inibe a sua proliferação. Pensa-se que as suas propriedades anitmicrobianas se devam ao facto de produzir disrupção da membrana bacteriana.

É um potente activador dos canais iónicos V3 (TRPV3) e A1 (TRPA1) em humanos. A aplicação de carvacrol na língua humana, assim como a activação de TRPV3, produz uma sensação de calor. Adicionalmente o carvacrol também activa, mas rapidamente dessensibiliza, o receptor de dor TRPA1; tal explica a sua pungência.
Activa a inflamação por PPAR suprime a inflamação por COX-2.
Em ratos, o carvacrol é rapidamente metabolizado e excretado. A principal via metabólica é a esterificação do grupo fenólico com ácido sulfúrico e ácido glucurónico. Uma outra via menos importantes é a oxidação dos grupos metila terminais em alcoóis primários. Depois de 24 horas, apenas se detectaram quantidades muito pequenas de carvacrol ou dos seus metabolitos na urina, indicando uma excreção quase completa ao fim de um dia.
Um estudo conduzido por Supriya Bavadekar reporta que o carvacrol estimula a apoptose de células do cancro da próstata.

## Síntese e derivados
O carvacrol pode ser sintetizado pela fusão de cimol-ácido sulfónico com potassa cáustica; pela acção do ácido nitroso sobre 1-metil-2-amino-4-propil benzeno; pelo aquecimento prolongado de cinco partes de cânfora com uma parte de iodo; ou aquecendo carvol com ácido fosfórico glacial ou ainda por meio de desidrogenação de carvona com um catalisador Pd/C. É extraída do óleo de Origanum usando uma solução de potassa a 50%. É um óleo espesso que assenta a 20 °C numa massa de cristais com ponto de fusão 0 °C, e ponto de ebulição 236–237 °C. A oxidação com cloreto férrico, converte-o em dicarvacrol, enquanto que o pentacloreto de fósforo o transforma em clorocimol.

## Lista de plantas que contêm carvacrol
- Monarda didyma[15]
- Nigella sativa[16]
- Origanum compactum[17]
- Origanum dictamnus[18]
- Origanum microphyllum[19]
- Origanum onites[20], [21]
- Origanum scabrum[19]
- Origanum vulgare[22][23]
- Thymus glandulosus[17]
- Lavandula multifida
- Lippia gracilis SHAUER

## Toxicologia
O carvacrol não apresenta muitos riscos genotóxicos a longo prazo. Os efeitos citotóxicos do carvacrol podem fazer dele um agente antisséptico e antimicrobiano efectivo. Descobriu-se que possui actividade antioxidante.
Actividade antimicrobiana:
- 25 bactérias e estirpes periodontopáticas diferentes[25] [necessário esclarecer]
- Cladosporium herbarum [25] [necessário esclarecer]
- Penicillium glabrum[25][necessário esclarecer]
- Fungos como F. moniliforme, R. solani, S. sclerotirum, P. capisci[25] [necessário esclarecer] e Fusarium oxysporum